# Villoruela
Villoruela – gmina w Hiszpanii, w prowincji Salamanka, w Kastylii i León, o powierzchni 17,27 km². W 2011 roku gmina liczyła 885 mieszkańców.